# Игуманија Гаврила (Игњатовић)
Гаврила (световно Равијојла Игњатовић; Чукојевац код Краљева, 15. октобар 1920 — Манастир Раваница, 10. јануар 2005) била је православна монахиња и схи-игуманија Манастира Раванице.

## Биографија
Игуманија Гаврила рођена је 15. октобра 1920. године у селу Чукојевац код Краљева, у имућној, сељачкој породици Станимира и Полексије Игњатовић. На крштењу је добила име Равијојла.
У Манастир Темску код Пирота, ступа 15. јула 1932. године где бива до 1946. године. Замонашена је у расофор 2. фебруара 1946. године у Манастиру Раваници, а у чин мале схиме 16. маја 1956. године исто у Манастиру Раваници код Ћуприје, од стране епископа пожаревачко-браничевскога Хризостома Војиновића.
Након упокојења игуманије Јефимије Мићић, одлуком епископа Хризостома постављена је за игуманију Манастира Раванице 6. августа 1958. године.
Упокојила се у Господу 10. јануара 2005. године у Манастиру Раваници. Опело су служили митрополит дабробосански Николај Мрђа, епископ браничевски Игнатије Мидић и шумадијски Јован уз присуство бројног свештенства, монаштва и поштовалаца мати Гавриле. Сахрањена је у порти манастира Раванице.